# Ciclismo ai Giochi della XXX Olimpiade - Velocità a squadre maschile
Le gare di velocità a squadre maschile dei Giochi della XXX Olimpiade furono corse il 2 agosto al London Velopark. La medaglia d'oro fu vinta dalla selezione britannica, composta da Chris Hoy, Jason Kenny e Philip Hindes, che confermò il titolo del 2008.
La competizione vide la partecipazione di 10 squadre composte da 3 atleti ognuna.

## Risultati

### Qualificazioni
| Pos. | Paese         | Ciclisti                                          | Tempo  | Note  |
| ---- | ------------- | ------------------------------------------------- | ------ | ----- |
| 1    | Gran Bretagna | Chris Hoy Jason Kenny Philip Hindes               | 43"065 | Q, OR |
| 2    | Francia       | Grégory Baugé Kévin Sireau Michaël D'Almeida      | 43"097 | Q, OR |
| 3    | Australia     | Matthew Glaetzer Shane Perkins Scott Sunderland   | 43"377 | Q     |
| 4    | Russia        | Sergej Borisov Denis Dmitriev Sergej Kočerov      | 43"681 | Q, OR |
| 5    | Germania      | René Enders Maximilian Levy Robert Förstemann     | 43.710 | Q     |
| 6    | Cina          | Cheng Changsong Zhang Lei Zhang Miao              | 43"751 | Q     |
| 7    | Nuova Zelanda | Eddie Dawkins Ethan Mitchell Simon van Velthooven | 44"175 | Q     |
| 8    | Giappone      | Seiichiro Nakagawa Yudai Nitta Kazunari Watanabe  | 44"324 | Q     |
| 9    | Venezuela     | Hersony Canelón César Marcano Ángel Pulgar        | 44"654 |       |
| 10   | Polonia       | Maciej Bielecki Kamil Kuczyński Damian Zieliński  | 44"712 |       |

### Primo turno
| Manche | Paese         | Tempo  | Pos. | Note  |
| ------ | ------------- | ------ | ---- | ----- |
| 1      | Germania      | 43"178 | 3    | Q     |
| 1      | Russia        | 43"909 | 7    |       |
| 2      | Australia     | 43"261 | 4    | Q     |
| 2      | Cina          | 43"505 | 6    |       |
| 3      | Francia       | 42"991 | 2    | Q, OR |
| 3      | Nuova Zelanda | 43"495 | 5    |       |
| 4      | Gran Bretagna | 42"747 | 1    | Q, WR |
| 4      | Giappone      | 43"964 | 8    |       |

### Turno finale
Gara per l'oro
| Pos. | Paese         | Tempo  | Note |
| ---- | ------------- | ------ | ---- |
| 1    | Gran Bretagna | 42"600 | WR   |
| 2    | Francia       | 43"013 |      |

Gara per il bronzo
| Pos. | Paese     | Tempo  | Note |
| ---- | --------- | ------ | ---- |
| 3    | Germania  | 43"209 |      |
| 4    | Australia | 43"355 |      |